# 巴霍維察
48°36′52″N 26°43′3″E / 48.61444°N 26.71750°E
巴霍維察（羅馬化：Bahovytsia；又譯巴霍維齊亞）是烏克蘭西部赫梅利尼茨基州卡緬涅茨-波多利斯基區斯洛比德卡-庫利奇耶韋茨卡市鎮的村莊，處於巴霍維奇卡河畔，始建於1460年，面積2.46平方公里，2001年人口727。